# 4F Club
4F Club – węgierski zespół muzyki rozrywkowej istniejący w latach 1995–1998. Za największy przebój grupy uchodzi piosenka Balatoni láz (Balatońska gorączka).
Zespół został założony w Budapeszcie w 1995 roku. Jego członkami byli Zoltán Béres, Szabina Hajdú oraz János Sallai. Nazwa zespołu wzięła się od amerykańskiego zwrotu slangowego 4F (Find'em, fool'em, fuck'em, forget'em). Grupa wydała dwa albumy. W 1996 roku pojawił się album Fórefkláb, na którym znalazł się największy hit zespołu, czyli Balatoni láz, zaś w 1997 album Vicc az egész. Zespół rozpadł się w 1998 roku.